# فلسفة الآزتك
فلسفة الآزتك كانت مدرسة فلسفية تطورت من ثقافة الآزتك. كان الآزتك يمتلكون مدرسة فلسفية متطورة، وربما كانت الأكثر تطورًا في الأمريكتين ويمكن مقارنتها من نواح كثيرة بالفلسفة اليونانية القديمة، حتى أنها جمعت نصوصًا أكثر من الإغريق القدماء. كان علم كونيات الآزتك ثنائيًا إلى حد ما، لكنه أظهر شكلاً أقل شيوعًا منه يُعرف باسم الأحادية الجدلية. تضمنت فلسفة الآزتك أيضًا الأخلاق وعلم الجمال. لقد تم التأكيد على أن السؤال المركزي في فلسفة الآزتك هو كيف يمكن للناس أن يجدوا الاستقرار والتوازن في عالم سريع الزوال.